# Jenaro de la Fuente Domínguez
Jenaro de la Fuente Domínguez, nacido en Villa de Torquemada, Palencia (algunas fuentes señalan Valladolid como su lugar de nacimiento), el 19 de septiembre de 1851 y fallecido en Vigo el 21 de agosto de 1922, fue un arquitecto de facto y militar español. Desarrolló su actividad profesional en Vigo, en donde diseño algunos de los edificios más emblemáticos de la ciudad.

## Trayectoria
Facultativo maestro titular de obras, teniente de ingenieros militares, procedente de Ferrol, llegó a Vigo en 1874, en donde trabajaría como funcionario del ayuntamiento, concretamente de director facultativo de obras municipales.

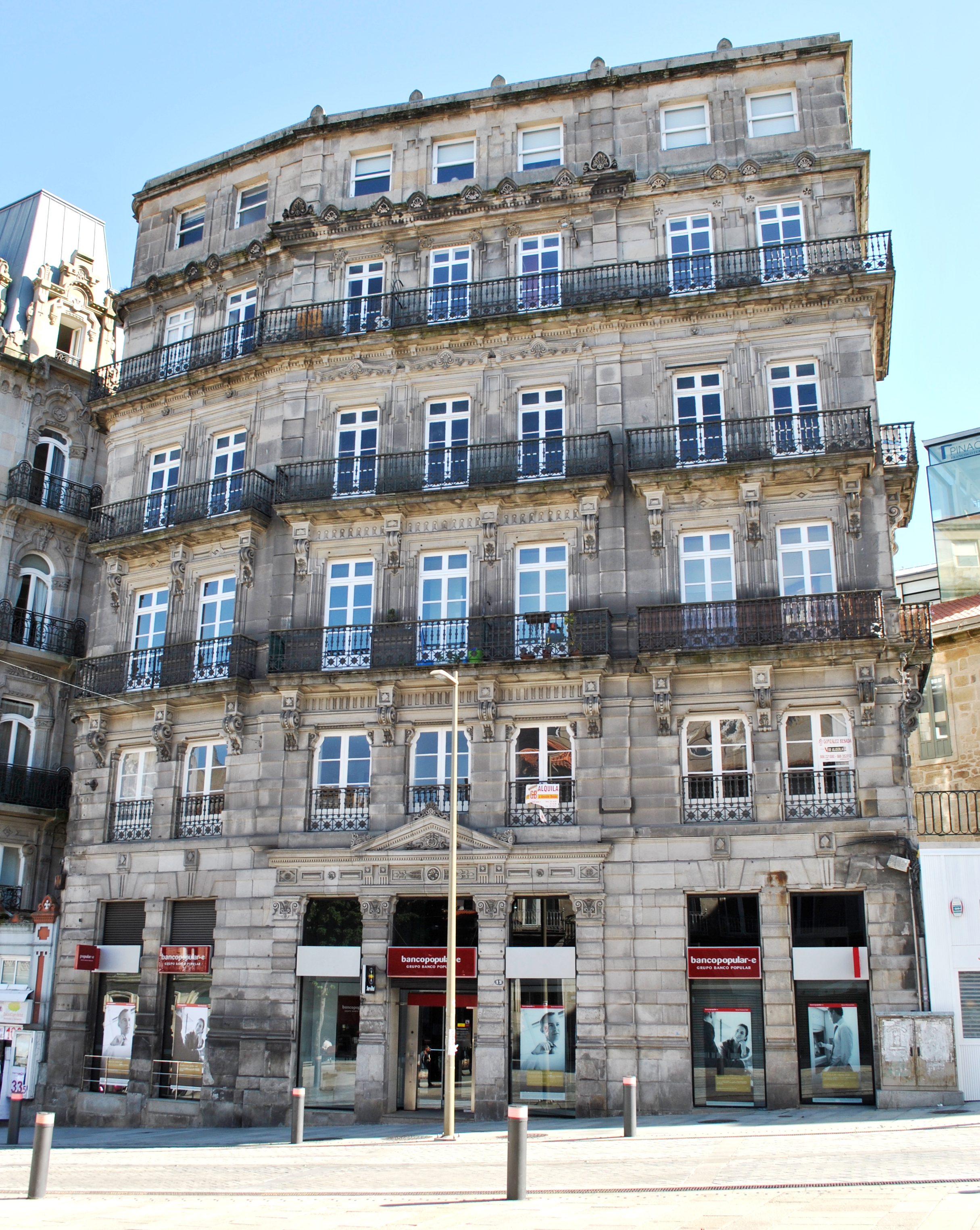
Casa Ledo en la puerta del Sol de Vigo

Ejerció de profesor de dibujo aplicado a la ornamentación, modelado y vaciado en la Escuela Municipal de Artes y Oficios de Vigo.
Autodidacta y ecléctico, no tenía el título de arquitecto. En 1905 la junta de arquitectos de Madrid solicitó al Ministerio de la Gobernación que fuera separado del puesto y en 1907 la Asociación de Arquitectos de Galicia presentó una querella criminal contra el, siendo condenado por el Tribunal Supremo. Sin embargo a pesar de todo esto, el ayuntamiento de Vigo lo apoyó siempre.
Se casó en 1886 con Isolina Álvarez, con la que tuvo cuatro hijos. A su fallecimiento ocupó su puesto de arquitecto municipal de Vigo su hijo Jenaro, arquitecto titulado.
En 1922 falleció sumido en la pobreza, desde entonces sus restos descansan en un panteón diseñado por el mismo en el Cementerio de Pereiró y tiene una calle dedicada en Vigo.

## Obra en Vigo
Entre otras, son destacables las siguientes:

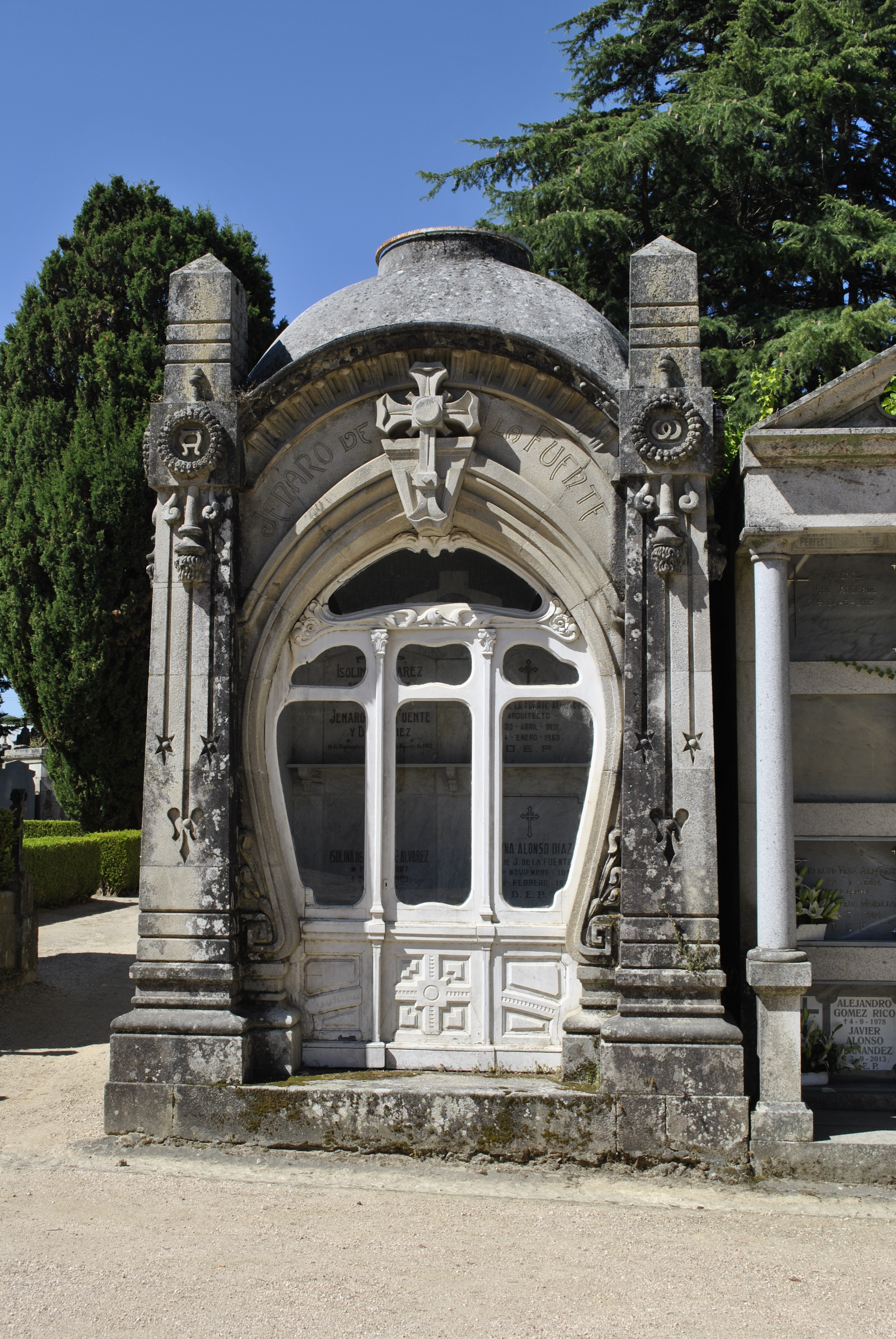
Cementerio de Pereiró, panteón de Jenaro de la Fuente

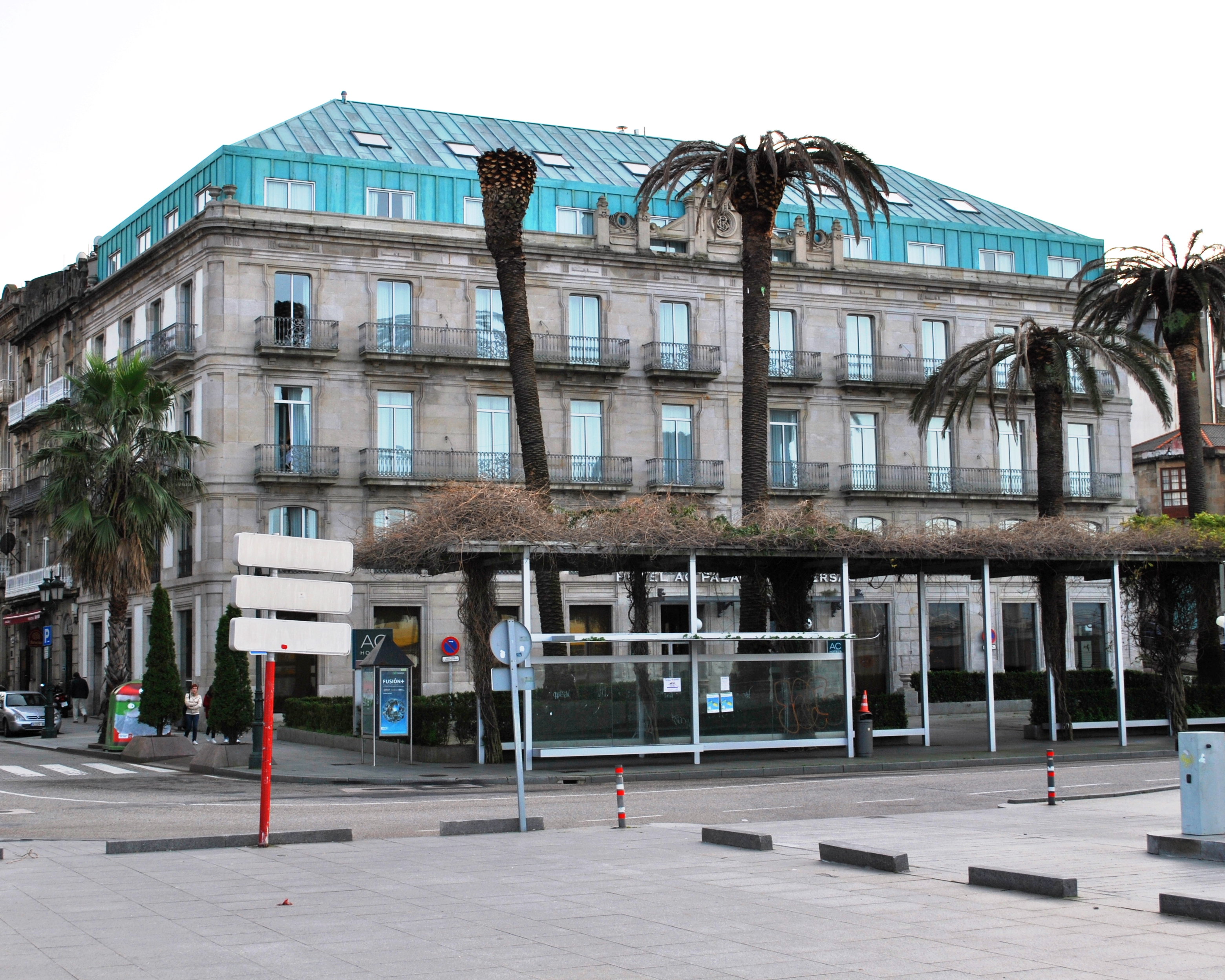
Hotel Universal

- Mercado de Bouzas en la avenida de Beiramar, 1920.

- Ampliación de la fábrica La Metalúrgica en la avenida de García Barbón, 1917.[16][17]

- Edificio de Camilo y Benigno Fernández en la Calle de Urzaiz, 1913.[18]

- Edificio Pardo Labarta en la Puerta del Sol, 1911.

- Casas para Álvaro López Mora en la calle Colón, 1908-1910.

- Edificio Bonín[19] en la calle Areal esquina calle Oporto, 1909.

- Casa de González Salgado en la avenida de Montero Ríos, 1909.

- Reforma del edificio Odriozola en la avenida de García Barbón, 1908.

- Edificio de García Olloqui en la calle García Olloqui, 1908.[20]

- Casa de Rosendo Silva en la plaza de Compostela esquina calle Concepción Arenal, 1907, en colaboración con Michel Pacewicz.

- Casa de Felipe Collazo en la avenida de Montero Ríos esquina calle Concepción Arenal, 1904.

- Cementerio de Pereiró en Pereiró (Castrelos), 1898.

- Pedestal del monumento a José Elduayen en los jardines de Elduayen, 1896.

- Casa de Lorenzo Rodríguez en la puerta del Sol, 1893.

- Casa Ledo[21] en la puerta del Sol, 1893.

- Casa de Prudencio Nandín en la plaza de Compostela, construida en dos fases, 1892 y 1900.

- Casa de Ramón Arbones en la calle Elduayen, 1892.

- Casa de Pedro Román en la calle Joaquín Yáñez, 1889.

- Hotel Universal[22] en la calle de Cánovas del Castillo, 1888, rehabilitado en 2004.

- Casa de Bernardo Rodríguez López (1883), en la calle Colón esquina calle Príncipe.

- Edificio Rubira en la avenida de García Barbón esquina calle Colón, 1880, desaparecido en 1967.[23]

- Casas de Manuel Bárcena Franco en la calle Policarpo Sanz, 1879-1884.

- Balneario casa de baños La Iniciadora en la playa de las Baterías, 1876, desaparecido a comienzos del siglo XX.[23]

- Hotel Continental en la calle de Cánovas del Castillo, 1870, desaparecido a finales de la década de 1960.[23]

También cuenta con otras obras conservadas en Bouzas.

## Otras obras

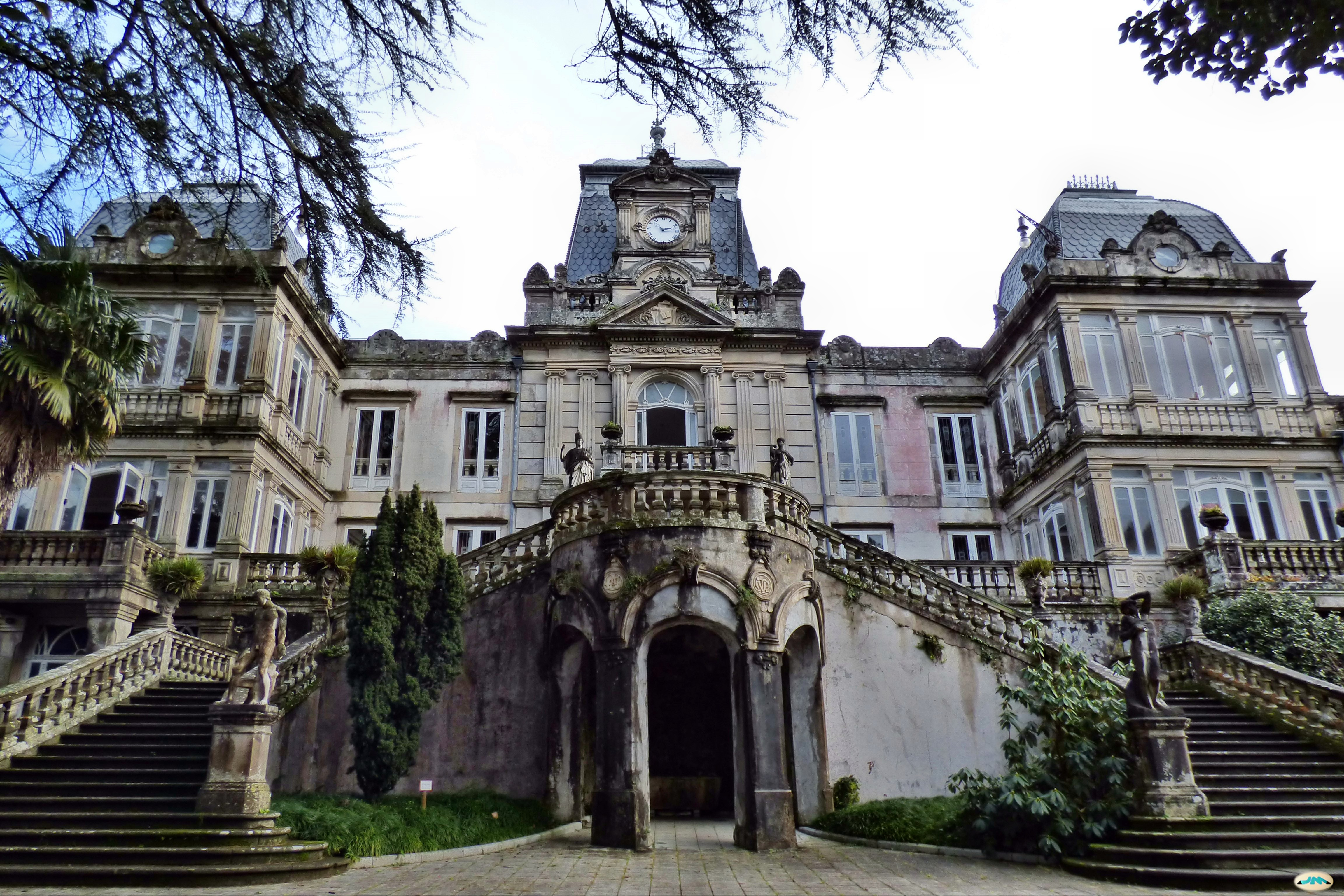
Pazo de Lourizán

- Chalet de Augusto González Besada en Poyo, 1913.

- Reforma del Pazo de Lourizán en Pontevedra, entre 1909 y 1912.

- Balneario de Caldas de Reyes, 1906.

- Casa consistorial de Gondomar, 1902.

- Palacete Villa Florida en Porriño, 1901.[24]

- Gran Hotel de Mondariz-Balneario, 1898.[25]

- Balneario Concha de Arosa en Villagarcía de Arosa, 1888.[26]